# Аксион (солунски вестник)
„Аксион“ (на ладино: Accion, в превод Действие) е еврейски ежедневен ладински вестник, излизал в Солун, Гърция от 1919 година.
Вестникът е основан в 1919 година от напусналия „Пуевло“ Ели Вейси и е издаван заедно с Ели Франсес и Йосиф Анжел. Вестникът е на ционистки позиции и в него пише един от най-видните еврейски журналисти Алберто Молхо под псевдонима Напулитан. Преустановява излизането си в 1940 година.
- Брой от 10 май 1938 г.
- Брой от 3 май 1939 г.